# Veselé (okres Piešťany)
Veselé (Hongaars:Vígvár) is een Slowaakse gemeente in de regio Trnava, en maakt deel uit van het district Piešťany.
Veselé telt 1125 inwoners.